# فلوریدسدورف
فلوریدسدورف (به لاتین: Floridsdorf) یک منطقهٔ مسکونی در اتریش است که در وین واقع شده‌است. فلوریدسدورف ۴۴٫۴۶ کیلومتر مربع مساحت و ۱۵۵٬۹۹۸ نفر جمعیت دارد.

## خواهرخوانده
شهر کاتسوشیکا-کو، توکیو خواهرخواندهٔ فلوریدسدورف هست.